# Kirkwood (California)
Kirkwood è un CDP degli Stati Uniti d'America, situato nello Stato della California, diviso tra la contea di Alpine e la contea di Amador.